# أشيكاغا (توتشيغي)
مدينة أشيكاغا (بالإنجليزية: Ashikaga) هي أحد المدن التابعة لمحافظة توتشيغي. تأسست رسميًا في 01/01/1921. ويقدر عدد سكانها بـ 157793 نسمة حسب تقدير مكتب الإحصاء الياباني لعام 2012. تبلغ مساحة أشيكاغا 177.82 كم2. بكثافة سكانية تبلغ 887 نسمة/كم2.

## توأمة
لأشيكاغا (توتشيغي) اتفاقيات توأمة مع كل من:
- كاماكورا
- جينينغ
- سبرينغفيلد

## أعلام
- يوميكو هارا
- ماسايتو موتشيزوكي
- ماساكي كانيكو
- هيساو ميتا
- ميتسو أيدا